# Азартні ігри в Макао
Азартні ігри в Макао є частиною статті про азартні ігри в КНР. Азартні ігри в Макао є легальними з 1850-х років, коли уряд Португалії легалізував цю сферу в автономній колонії. З того часу Макао стало відомим як «гральна столиця світу» або «Монте-Карло Сходу».
Ігровий туризм є основним джерелом доходу Макао, що сягає 50 % місцевої економіки. Відвідувачі казино — це в основному громадяни КНР з материкового Китаю та Гонконгу. 2007 року, з появою тут великих іноземних казино з Лас-Вегаса та Австралії, Макао обігнав Лас-Вегас-Стрип у доходах від азартних ігор.
Доти, поки в XX ст. не з'явились казино-ігри в західному стилі, в казино грали лише в китайські ігри, найпопулярнішою з яких була фан-тан. Як правило, азартні ігри в Макао можна розділити на чотири категорії: ігри в казино, собачі перегони, спортивні ставки та лотереї. Макао поки що не ліцензує азартні ігри в інтернеті.
Макао — це особливий адміністративний регіон КНР, аналогічно Гонконгу, це єдине місце в КНР, де казино є легальними, а бізнес з 2001 року зростав великими темпами. 2001-го уряд поклав кінець 40-річній азартній монополії гонконгського мільярдера Стенлі Хо.
Макао — найвизначніша гральна столиця світу, яка має найвищий обсяг доходів від азартних ігор.

## Історія

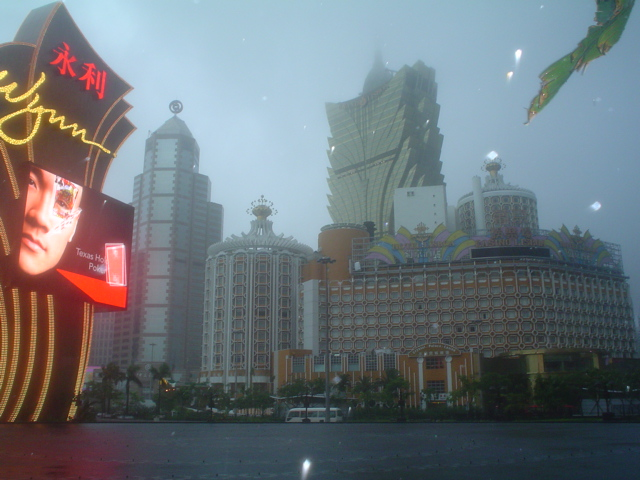
Казино в Макао

Намагаючись отримати дохід для уряду, азартні ігри в Макао були легалізовані урядом Португалії 1849 року. В кінці 19 століття уряд запровадив систему ліцензування будинків-фантан (китайські гральні будинки). Понад 200 гральних будинків були зобов'язані платити орендну плату уряду. Друга концесія монополії на казино була надана компанії «Тай Хенг» 1937 року. Однак компанія була занадто консервативною, щоб повністю використати економічний потенціал азартних ігор.
Промисловість зазнала значного прориву 1962 року, коли уряд надав монопольні права на всі форми азартних ігор Sociedade de Turismo e Diversões de Macau (STDM) — синдикат, утворений спільно бізнесменами з Гонконгу та Макао. STDM представив ігри західного типу та модернізував морський транспорт між Макао та Гонконгом, привозячи мільйони азартних гравців з Гонконгу щороку. Ліцензію було продовжено 1986 року ще на 15 років.

Макао було передано до КНР 1999 року, відтоді це особливий адміністративний регіон КНР. Під час переходу в Макао не було змін до ігорної політики.

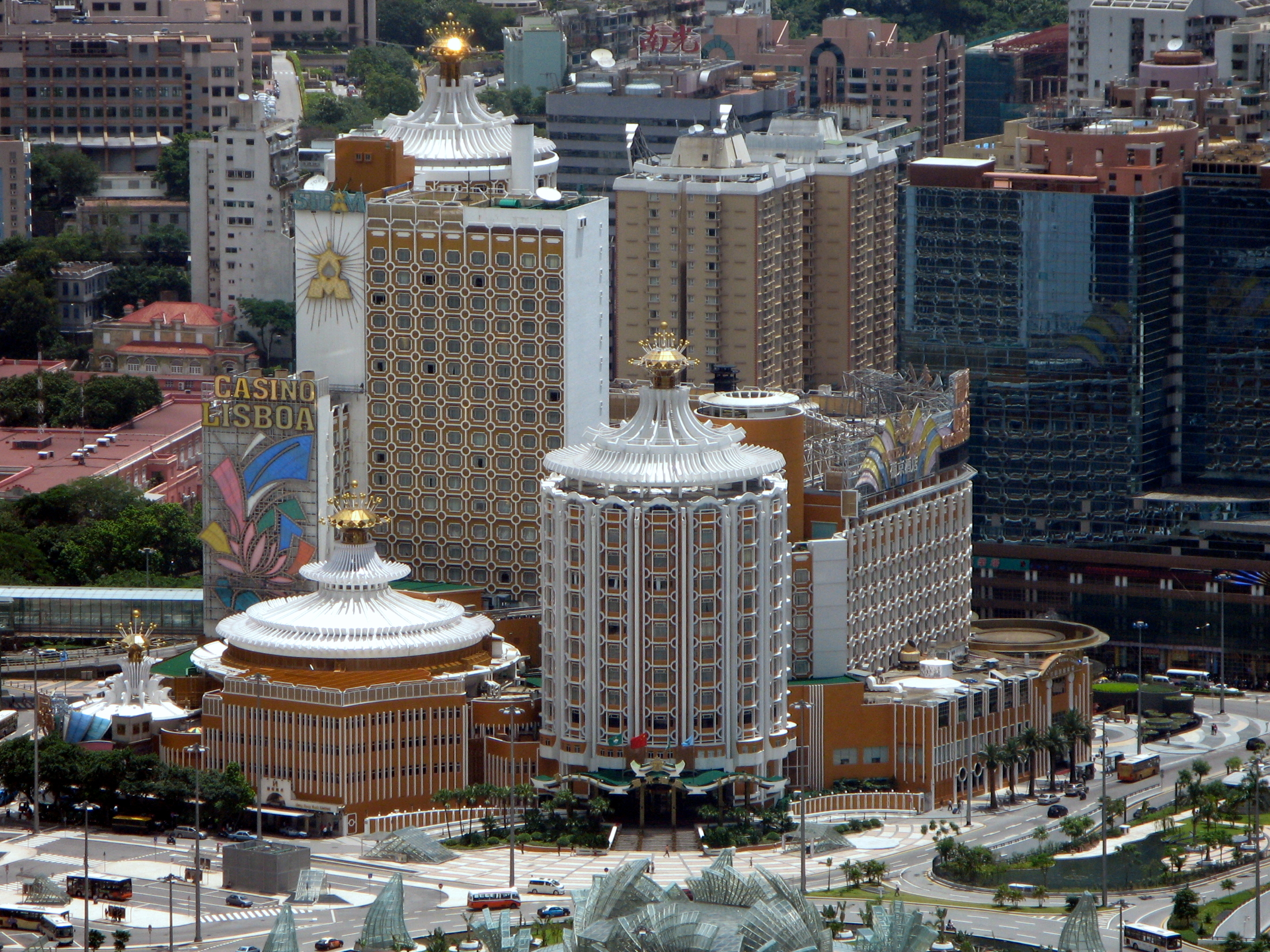
Казино Лісабон

2002 року уряд Макао припинив монопольну систему та надав 3 (пізніше 6) концесії на казино (і субконцесії): Sociedade de Jogos de Macau (SJM, дочірня компанія STDM на 80 %), Wynn Resorts, Las Vegas Sands, Galaxy Entertainment Group, партнерство MGM Mirage та Pansy Ho Chiu-king і партнерські ліцензії для Melco та PBL. 18 травня 2004 року біля паромного терміналу Макао відкрилося казино Sands Macau. В Макао працюють 16 казино, якими керує STDM.
2019-2020 року ринок азартних ігор в Макао суттєво постраждав під час епідемії COVID-19. Після введення урядом КНР заборони на туристичні візи та закриття багатьох казино на карантин в березні 2020-го, прибуток від азартних ігор в регіоні впав щонайменше на 90 %. Так, валова виручка в липні склала 168 млн $, що на 94,5 % менше в порівнянні з аналогічним періодом 2019-го року.
15 % доходів казино Макао отримувало від туристів з Гонконгу. У серпні 2020-го, через ріст захворюваності на COVID-19 в Гонконзі, адміністрація Макао ввела тимчасові вимоги для туристів з цього регіону. Вони мали пред'являти негативні результати тестів на коронавірус за останні три доби, а також проходити двотижневий карантин після прибуття. У вересні було частково знято заборону на роботу казино, а також відновлення видачі віз для сусідньої провінції КНР Гуандун, 23 вересня заплановано відновлення видачі віз для всіх інших провінцій КНР. Після цього прибутки казино за місяць виросли на 93 %.
Незважаючи на поступове відновлення поїздок жителів КНР до Макао після зняття Китаєм обмежень, число китайських під час святкування Золотого тижня було на 84 % нижче, ніж 2019 року, а загалом, протягом третього кварталу, загальні збитки казино Макао було оцінено у 1,08 млрд $.
Незважаючи на часткове відкриття казино, за вересень 2020-го прибутки від азартних ігор суттєво знизились у порівнянні з 2019 роком, впавши на 90 %. Окрім проблем через карантин, аналітики пояснили таке падіння тим, що КНР посилює заходи щодо заборони діялості іноземних ігрових платформ у країні, через що інвестори почали масово виводити інвестиції з Макао, що вилилось у втраті мільярдів доларів. У листопаді Макао отримало 845,34 млн $ валового доходу від ігор, що на 70,5 % менше, ніж у листопаді 2019 року.
2020 року Народний банк КНР розробив криптовалюту DCEP, що стала першою криптовалютою, створеною центральним банком. В грудні видання Bloomberg опублікувало новину, що регулятор азартних ігор Макао запропонував казино замінити гонконгські долари на DCEP (так звані, цифрові юані) як основну валюту для покупки фішок. Натомість, сам регулятор заперечив цю інформацію.

## Економічні показники

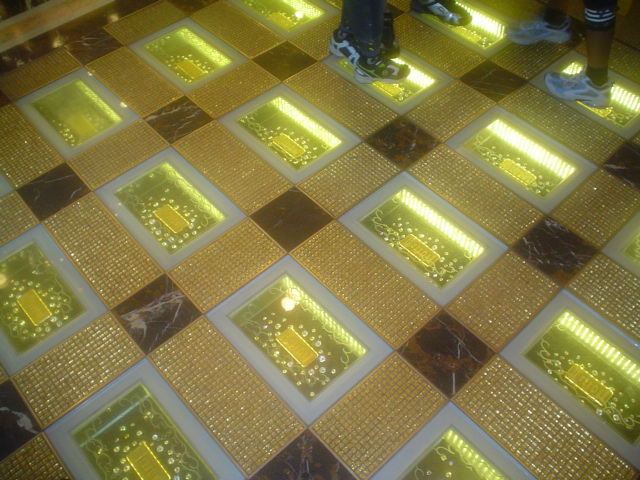
Золоті бари в казино імператора в Макао

Макао називають «Східним Монте-Карло», його економіка багато в чому залежить від азартних ігор. Гральна індустрія генерує понад 40 % ВВП Макао. З початку 1960-х близько 50 % офіційного доходу Макао отримано з азартних ігор. Відсоток залишався тим же до кінця 1990-х.
1998 року 44,5 % загального доходу держави було отримано за рахунок прямого податку на азартні ігри. 1999 року відбулося зниження цього показника на 9,1 %, ймовірно, через популяризацію інтернет-казино.
Після передачі Макао з Португалії до КНР, SAR випустив ліцензії на азартні ігри іншим компаніям з метою усунення монополії, яку відіграє STDM. 2002 року уряд підписав концесійні договори з двома ігровими компаніями Макао, Wynn Resort Ltd. та Galaxy Casino. Це відкрило ринок азартних ігор для конкуренції та значно збільшило державні податкові надходження. Це також залучило більше туристів до Макао. Відтоді податки на азартні ігри становлять 70 % доходів уряду Макао.

## Типи ігор

### Казино
Макао має 41 казино (станом на 2019 рік), з яких найбільшим є Венеціанський Макао. 24 казино розташовано на півострові Макао, а 17 — на острові Тайпа або на смузі Котаї. Усі вони працюють за урядовою франшизою та за загальним набором правил.
Основними операторами казино в Макао є SJM Holdings, Galaxy Entertainment та Las Vegas Sands з відповідними доходами 2011 року 9,7, 4,8 та 4,2 млрд $.

Доступний широкий спектр ігор, включаючи рулетку, блекджек, баккара, бул, Sic bo, Fan Tan, кено та ігрові автомати. 

### Кінні перегони
Окрім казино, в Жокейному клубі Макао та Канідромі для собачих перегонів також є можливість робити ставки.

### Собачі перегони
Собачі перегони проходять на канідромі.

### Азартні ігри та суспільство
Дехто вважає індустрію казино шкідливою для суспільства. Високий рівень злочинності був однією з найбільших проблем, з якою стикався колоніальний португальський уряд у Макао. Після передачі Макао до КНР 1999 року, ситуація з безпекою помітно покращилася. Зі зростанням індустрії казино, було розроблено правила ведення бізнесу, названі «bate-ficha», а гральним бізнесом займаються в регіоні зазвичай керують тріади.

## Закон про ігри
Ніхто віком до 21 року не може грати в азартні ігри в Макао.